# Jovana Pašić
Jovana Pašić (in serbo Јована Пашић?; Cettigne, 12 maggio 1992) è una cestista montenegrina.

## Carriera
Con il Montenegro ha disputato quattro edizioni dei Campionati europei (2015, 2017, 2019, 2021).